# میلان هودزا
میلان هودزا (انگلیسی: Milan Hodža؛ زاده ۱ فوریهٔ ۱۸۷۸ – درگذشته ۲۷ ژوئن ۱۹۴۴) سیاستمدار، نویسنده، و روزنامه‌نگار اهل اسلواکی بود. وی از ۵ نوامبر ۱۹۳۵ تا ۲۲ سپتامبر ۱۹۳۸ نخست‌وزیر چکسلواکی بود.
میلان هودزا در ۲۷ ژوئن ۱۹۴۴، در سن ۶۶ سالگی در ایالات متحده آمریکا درگذشت.